# Rotterdam Panda
Rotterdam Panda byl profesionální nizozemský hokejový klub z Rotterdamu. Klub byl založen roku 1986 a zanikl roku 1995. Jejich domovským stadionem byl Weena-ijshal.

## Historie
Lední hokej se hrál v Rotterdamu od 50. let 20. století. Tým Rotterdam Panda hrál devět sezón (1986-1995) v Eredivisie, a hned svou první sezónu vyhrál národní šampionát. To přilákalo několik hráčů z jiných týmů v Eredivisie, především z Nijmegenu.
Tým měl zelenobílý dres s logem pandy Světového fondu na ochranu přírody .
Domácí aréna byla pro klub velkým problémem. Weena-ijshal byla zavřena v roce 1996. Od té doby neexistovala žádná hokejová aréna v Rotterdamu až do roku 2007.

## Vítězství
- Nizozemská liga ledního hokeje – 1986/87, 1988/89, 1989/90
- Nizozemský pohár – 1986/87, 1989/90, 1990/91
- Eerste Divisie – 1985/86
- Coupe der Lage Landen – 1983/84

## Nejlepší hráči
- Harrie van Heumen
- Henk Hille
- Mari Saris
- Alexander Schaafsma
- Sean Simpson
- Ben Tijnagel
- Bill Wensink

## Čeští hráči
- Libor Šimánek
- Jan Kočvara
- Jiří Weintritt
- Jaroslav Ševčík